# 이대휘의 머니단속반
《이대휘의 머니단속반》은 하나금융그룹 유튜브 채널로 방송되는 하나TV 하나금융그룹의 오리지널 예능 프로그램으로 MZ들과의 소통을 위해 기획되었다. [📣📣아아- MONEY 단속나왔습니다 !]방송국에서는 아이돌인 내가 하나금융그룹에선 머니단속반?! 고물가 시대, MZ들의 현명한 경제생활을 정비할 수 있도록 소비에 대한 기준 및 단속이 필요하다! 대휘가 여러분의 소비를 단속하러 찾아갑니다

## 진행자
- 이대휘 (2024년 3월 19일 ~ 현재)

## 회차별EP

### 회차
| 회차 | 방송일     | 회차제목         | 비고                                                    |
| ---- | ---------- | ---------------- | ------------------------------------------------------- |
| 1    | 2024.03.19 | EP.1 패션        | [🎥] 요즘 청년들 옷 사는데 XX만원 정도는 쓰는게 국룰임? |
| 2    | 2024.04.09 | EP2. 덕질        | 제가 아이돌인데 덕질을 단속하라구요?😨                  |
| 3    | 2024.04.23 | EP3. 식비        | 요즘 MZ들의 최애 음식은?🍜                              |
| 4    | 2024.05.07 | EP4. 게임        | 게임 현질 과소비러 거기 멈춰!✨ 이대휘 두두등장!        |
| 5    | 2024.05.21 | EP5. 알뜰 소비왕 | 내가 알뜰 소비왕이 될 상인가?🤴                         |
| 6    | 2024.06.04 | EP6. 데이트 비용 | 데이트 과소비? 난 이 만남 반댈세..🤨                    |
| 7    | 2024.06.18 | EP7. 여행        | 알뜰하게 여행을 즐길 수 있는 방법이 있다고_✈            |
| 8    | 2024.07.02 | EP8. MZ 소비     | 요즘 MZ들은 어떻게 돈을 쓸까?💸                         |